# Kenedy megye
Kenedy megye az Amerikai Egyesült Államokban, azon belül Texas államban található. Megyeszékhelye és legnagyobb városa Sarita. Lakosainak száma 350 fő (2020. április 1.). Kenedy megye Kleberg, Willacy, Hidalgo és Brooks megyékkel határos.

## Népesség
A megye népességének változása:
| Lakosok száma | 418  | 435  | 434  | 412  | 407  | 350  |
|               | 2010 | 2011 | 2012 | 2013 | 2015 | 2020 |